# Prima Divisione 1927-1928
La Prima Divisione 1927-1928 è stato il torneo cadetto del ventottesimo campionato italiano di calcio, disputato dal 25 settembre 1927 al 17 giugno 1928 e concluso con la vittoria dell'Atalanta, al suo primo titolo.

## Stagione
Il campionato fu organizzato dal Direttorio Divisioni Superiori sullo stesso schema macroregionale della precedente stagione ed ebbe uno svolgimento regolare. Solo il girone del Sud, partito zoppo per il trasferimento in soprannumero di Roma e Napoli nel massimo campionato, fu fortemente condizionato dalle forzate rinunce di Savoia e Tivoli che, indebitate verso le società ospitate per la mancata corresponsione delle indennità di trasferta e verso la FIGC a cui non pagarono le multe per rinuncia e le tasse arbitrali, furono escluse dal campionato dopo ripetuti solleciti. Solo le squadre pugliesi, meglio preparate alle trasferte data la loro felice posizione geografica, non subirono gli elevati costi di questo campionato.
Spiccò l'inserimento nel girone meridionale della Fiorentina da parte della FIGC in luogo della Messinese, esclusa alla vigilia del torneo per l'irregolarità delle dimensioni del campo. La decisione non mancò di generare polemiche: la stampa meridionale (in particolare la Gazzetta del Mezzogiorno) insinuò che il presunto intento della Federazione fosse quello di agevolarne la promozione alla categoria superiore inserendola in un girone più abbordabile, ma anche la stessa società toscana protestò a causa dei disagi e i costi per le lunghe e faticose trasferte. Anche il ripescaggio del Lecco nel posto lasciato vacante dalla Fiorentina nel girone C destò polemiche: l'Edera di Trieste, delusa per il mancato ripescaggio in Prima Divisione, minacciò di uscire dai ranghi federali.
Alcune delle squadre non vincenti i vari gironi parteciparono inoltre alla Coppa Federale 1927-1928 che fu vinta dall'Unione Sportiva Fiumana.
Il campionato fu condizionato da due scandali di corruzione relativi alle partite Biellese - Milanese e Savoia - Fiorentina. All'ultima giornata del girone B, disputata il 26 febbraio, era in programma a Biella lo scontro diretto Biellese-Milanese con le due compagini in vetta a pari punti: il vincitore dello scontro avrebbe ottenuto la promozione in Divisione Nazionale. La partita fu vinta per 2-0 dalla Milanese che così chiuse il girone B al primo posto, ma la Biellese sporse reclamo presso il Direttorio Federale sostenendo la tesi che un suo giocatore fosse stato corrotto da elementi riconducibili alla Milanese per agevolare la vittoria e la promozione del club meneghino. In attesa di prendere una decisione, la Federazione decise di rimandare l'inizio del girone finale tra le quattro vincitrici del girone. Dopo oltre un mese di indagini, il 3 aprile la Federazione stabilì che i due corruttori erano estranei alla Milanese ma, avendo comunque il tentativo di combine condizionato lo svolgimento del match, la partita sarebbe stata ripetuta il 22 aprile sul campo neutro di Bologna. La ripetizione fu vinta per 1-0 dalla Biellese che così ottenne la promozione in Divisione Nazionale. Nel frattempo nel gennaio 1928 era già scoppiato nel girone meridionale il Caso Savoia-Fiorentina. L'11 dicembre 1927 era in programma Savoia-Fiorentina, con gli oplontini in difficoltà economiche che offrirono ai gigliati il proprio forfait in cambio di denaro. La società toscana rifiutò l'offerta ma non denunciò il fatto e, di fronte alla reiterata offerta del Savoia all'inizio della partita per far vincere gli ospiti dietro compenso in denaro, accettò di non incassare l'indennizzo federale, a patto che i campani si impegnassero al massimo nella successiva gara contro il Bari, concorrente diretto dei toscani per la corsa promozione. La partita terminò 4-1 in favore della Fiorentina ma la Federazione aprì un'inchiesta al termine della quale assegnò la sconfitta a entrambe nella partita incriminata che fu privata del punteggio. I gigliati, privati di due fondamentali punti in classifica, terminarono al secondo posto quattro punti dietro al Bari che fu promosso in massima serie.
I vincitori degli altri gironi furono l'Atalanta e la Pistoiese che così conquistarono la promozione. Il girone finale fu tanto equilibrato che al termine di esso tutte le quattro partecipanti erano in vetta a pari punti. Invece di far ripetere il girone con partite di sola andata in campo neutro si decise di disputare gli spareggi con il sistema dell'eliminazione diretta, con semifinali e finale. Nella finale degli spareggi l'Atalanta sconfisse per 3-0 la Pistoiese laureandosi campione italiano di Prima Divisione.

### Formula
Al campionato sono iscritte 38 squadre suddivise in quattro gironi interregionali. Le società prime classificate vennero promosse in Divisione Nazionale e si disputano l'onorifico titolo nazionale di categoria in un girone finale. Le due ultime classificate di ogni gruppo avrebbero dovuto retrocedere nella Seconda Divisione gestiti dai due direttori interregionali.

## Girone A

### Squadre partecipanti
| Club             | Rosa     | Città           | Stadio                        | Stagione precedente                       |
| ---------------- | -------- | --------------- | ----------------------------- | ----------------------------------------- |
| Ancona           | dettagli | Ancona          | Campo Sportivo Divisionale    | 10º posto in Prima Divisione/C, riammessa |
| Atalanta         | dettagli | Bergamo         | Campo della Clementina        | 2º posto in Prima Divisione/B             |
| Fiumana          | dettagli | Fiume           | Stadio Cantrida               | 5º posto in Prima Divisione/B             |
| Monfalconese CNT | dettagli | Monfalcone (TS) | Campo Costanzo Ciano          | 8º posto in Prima Divisione/B             |
| Ponziana         | dettagli | Trieste         | Campo Sant'Andrea             | 2º posto in 2ª Divisione Nord, promossa   |
| SPAL             | dettagli | Ferrara         | Campo di Piazza d'Armi        | 2º posto in Prima Divisione/C             |
| Treviso          | dettagli | Treviso         | Campo di S.Maria della Rovere | 4º posto in Prima Divisione/B             |
| Triestina        | dettagli | Trieste         | Campo Montebello              | 3º posto in Prima Divisione/B             |
| Udinese          | dettagli | Udine           | Stadio Moretti                | 10º posto in Prima Divisione/B, riammessa |
| Venezia          | dettagli | Venezia         | Campo di Sant'Elena           | 6º posto in Prima Divisione/B             |

### Classifica finale
|  | Pos. | Squadra          | Pt | G  | V  | N | P  | GF | GS |
|  | ---- | ---------------- | -- | -- | -- | - | -- | -- | -- |
|  | 1    | Atalanta         | 30 | 18 | 13 | 4 | 1  | 41 | 10 |
|  | 2    | Venezia          | 24 | 18 | 10 | 4 | 4  | 31 | 24 |
|  | 3    | Fiumana          | 22 | 18 | 9  | 4 | 5  | 48 | 28 |
|  | 4    | Triestina        | 21 | 18 | 8  | 5 | 5  | 33 | 30 |
|  | 5    | Ponziana         | 20 | 18 | 8  | 4 | 6  | 43 | 36 |
|  | 6    | Udinese          | 19 | 18 | 8  | 3 | 7  | 36 | 34 |
|  | 6    | Treviso          | 19 | 18 | 8  | 3 | 7  | 29 | 30 |
|  | 8    | SPAL             | 15 | 18 | 6  | 3 | 9  | 35 | 40 |
|  | 9    | Monfalconese CNT | 5  | 18 | 2  | 1 | 15 | 14 | 44 |
|  | 9    | Ancona           | 5  | 18 | 1  | 3 | 14 | 15 | 49 |

Legenda:
      Promosso in Divisione Nazionale 1928-1929 e qualificato al girone finale.
      Retrocesso in Seconda Divisione 1928-1929.
Regolamento:
Due punti a vittoria, uno a pareggio, zero a sconfitta.
A parità di punteggio le squadre vanno classificate a pari merito.
In tutte le gare in cui è stato attribuito un titolo sportivo (sia in caso di promozione che di retrocessione) erano previste gare di spareggio in campo neutro.
Note:
Il Venezia, la Triestina e la Fiumana sono state in seguito promosse d'ufficio in Divisione Nazionale 1928-1929.
La Monfalconese C.N.T. e l'Ancona sono state poi riammesse in Prima Divisione 1928-1929 per riforma dei campionati.

### Risultati

#### Tabellone
|              | Anc  | Ata  | Fiu  | Mon  | Pon  | Spa  | Tre  | Tri  | Udi  | Ven  |
| ------------ | ---- | ---- | ---- | ---- | ---- | ---- | ---- | ---- | ---- | ---- |
| Ancona       | –––– | 0-3  | 2-8  | 2-0  | 2-4  | 1-2  | 0-2  | 1-1  | 2-3  | 0-1  |
| Atalanta     | 2-0  | –––– | 2-1  | 4-0  | 3-0  | 3-1  | 2-1  | 1-1  | 3-0  | 4-0  |
| Fiumana      | 6-0  | 2-2  | –––– | 3-0  | 3-0  | 4-3  | 5-0  | 3-0  | 3-4  | 1-1  |
| Monfalconese | 3-0  | 1-2  | 1-2  | –––– | 0-1  | 1-1  | 0-2  | 1-0  | 1-2  | 1-3  |
| Ponziana     | 5-1  | 1-1  | 7-2  | 5-1  | –––– | 3-2  | 2-0  | 0-2  | 3-3  | 4-2  |
| SPAL         | 2-0  | 1-2  | 2-1  | 5-1  | 4-2  | –––– | 1-1  | 0-1  | 2-2  | 2-1  |
| Treviso      | 3-1  | 0-0  | 2-1  | 4-0  | 2-2  | 3-1  | –––– | 3-2  | 1-0  | 3-4  |
| Triestina    | 0-0  | 0-3  | 2-2  | 3-2  | 4-1  | 5-4  | 4-1  | –––– | 2-1  | 3-3  |
| Udinese      | 3-3  | 0-4  | 0-1  | 4-1  | 3-2  | 4-2  | 3-0  | 1-2  | –––– | 3-1  |
| Venezia      | 1-0  | 1-0  | 0-0  | 1-0  | 1-1  | 5-0  | 2-1  | 3-1  | 1-0  | –––– |

#### Calendario
| andata (1ª) | andata (1ª) | Prima giornata              | ritorno (10ª) | ritorno (10ª) |
|             |             |                             |               |               |
| 25 set      | 0-4         | Udinese-Atalanta            | 0-3           | 11 dic.       |
| 25 set      | 4-0         | Treviso-Monfalconese C.N.T. | 2-0           | 11 dic.       |
| 25 set      | 0-1         | SPAL-Triestina              | 4-5           | 11 dic.       |
| 25 set      | 5-1         | Ponziana-Ancona             | 4-2           | 11 dic.       |
| 25 set      | 1-1         | Fiumana-Venezia             | 0-0           | 11 dic.       |

| andata (2ª) | andata (2ª) | Seconda giornata         | ritorno (11ª) | ritorno (11ª) |
|             |             |                          |               |               |
| 2 ott       | 4-0         | Atalanta-Venezia         | 0-1           | 18 dic.       |
| 2 ott       | 4-1         | Triestina-Ponziana       | 2-0           | 18 dic.       |
| 2 ott       | 2-3         | Ancona-Udinese           | 3-3           | 18 dic.       |
| 2 ott       | 1-1         | Monfalconese C.N.T.-SPAL | 1-5           | 18 dic.       |
| 2 ott       | 5-0         | Fiumana-Treviso          | 1-2           | 18 dic.       |

| andata (1ª) | andata (1ª) | Prima giornata              | ritorno (10ª) | ritorno (10ª) |
|             |             |                             |               |               |
| 25 set      | 0-4         | Udinese-Atalanta            | 0-3           | 11 dic.       |
| 25 set      | 4-0         | Treviso-Monfalconese C.N.T. | 2-0           | 11 dic.       |
| 25 set      | 0-1         | SPAL-Triestina              | 4-5           | 11 dic.       |
| 25 set      | 5-1         | Ponziana-Ancona             | 4-2           | 11 dic.       |
| 25 set      | 1-1         | Fiumana-Venezia             | 0-0           | 11 dic.       |

| andata (2ª) | andata (2ª) | Seconda giornata         | ritorno (11ª) | ritorno (11ª) |
|             |             |                          |               |               |
| 2 ott       | 4-0         | Atalanta-Venezia         | 0-1           | 18 dic.       |
| 2 ott       | 4-1         | Triestina-Ponziana       | 2-0           | 18 dic.       |
| 2 ott       | 2-3         | Ancona-Udinese           | 3-3           | 18 dic.       |
| 2 ott       | 1-1         | Monfalconese C.N.T.-SPAL | 1-5           | 18 dic.       |
| 2 ott       | 5-0         | Fiumana-Treviso          | 1-2           | 18 dic.       |

| andata (3ª) | andata (3ª) | Terza giornata                | ritorno (12ª) | ritorno (12ª) |
|             |             |                               |               |               |
| 9 ott       | 0-0         | Treviso-Atalanta              | 1-2           | 25 dic.       |
| 9 ott       | 3-2         | Udinese-Ponziana              | 3-3           | 25 dic.       |
| 9 ott       | 1-0         | Venezia-Ancona                | 1-0           | 25 dic.       |
| 9 ott       | 2-1         | SPAL-Fiumana                  | 3-4           | 25 dic.       |
| 6 nov.      | 3-2         | Triestina-Monfalconese C.N.T. | 0-1           | 25 dic.       |

| andata (4ª) | andata (4ª) | Quarta giornata             | ritorno (13ª) | ritorno (13ª) |
|             |             |                             |               |               |
| 16 ott.     | 3-1         | Atalanta-SPAL               | 2-1           | 8 gen.        |
| 16 ott.     | 0-2         | Ancona-Treviso              | 1-3           | 8 gen.        |
| 16 ott.     | 4-2         | Ponziana-Venezia            | 1-1           | 8 gen.        |
| 16 ott.     | 1-2         | Udinese-Triestina           | 1-2           | 8 gen.        |
| 16 ott.     | 3-0         | Fiumana-Monfalconese C.N.T. | 2-1           | 8 gen.        |

| andata (3ª) | andata (3ª) | Terza giornata                | ritorno (12ª) | ritorno (12ª) |
|             |             |                               |               |               |
| 9 ott       | 0-0         | Treviso-Atalanta              | 1-2           | 25 dic.       |
| 9 ott       | 3-2         | Udinese-Ponziana              | 3-3           | 25 dic.       |
| 9 ott       | 1-0         | Venezia-Ancona                | 1-0           | 25 dic.       |
| 9 ott       | 2-1         | SPAL-Fiumana                  | 3-4           | 25 dic.       |
| 6 nov.      | 3-2         | Triestina-Monfalconese C.N.T. | 0-1           | 25 dic.       |

| andata (4ª) | andata (4ª) | Quarta giornata             | ritorno (13ª) | ritorno (13ª) |
|             |             |                             |               |               |
| 16 ott.     | 3-1         | Atalanta-SPAL               | 2-1           | 8 gen.        |
| 16 ott.     | 0-2         | Ancona-Treviso              | 1-3           | 8 gen.        |
| 16 ott.     | 4-2         | Ponziana-Venezia            | 1-1           | 8 gen.        |
| 16 ott.     | 1-2         | Udinese-Triestina           | 1-2           | 8 gen.        |
| 16 ott.     | 3-0         | Fiumana-Monfalconese C.N.T. | 2-1           | 8 gen.        |

| andata (5ª) | andata (5ª) | Quinta giornata              | ritorno (14ª) | ritorno (14ª) |
|             |             |                              |               |               |
| 23 ott.     | 1-2         | Monfalconese C.N.T.-Atalanta | 0-4           | 15 gen.       |
| 23 ott.     | 2-0         | SPAL-Ancona                  | 2-1           | 15 gen.       |
| 23 ott.     | 2-2         | Treviso-Ponziana             | 0-2           | 15 gen.       |
| 23 ott.     | 1-0         | Venezia-Udinese              | 1-3           | 12 feb.       |
| 23 ott.     | 2-2         | Triestina-Fiumana            | 0-3           | 15 gen.       |

| andata (6ª) | andata (6ª) | Sesta giornata             | ritorno (15ª) | ritorno (15ª) |
|             |             |                            |               |               |
| 30 ott.     | 2-1         | Atalanta-Fiumana           | 2-2           | 22 gen.       |
| 30 ott.     | 3-1         | Venezia-Triestina          | 3-3           | 22 gen.       |
| 30 ott.     | 3-2         | Ponziana-SPAL              | 2-4           | 5 feb.        |
| 30 ott.     | 3-0         | Udinese-Treviso            | 0-1           | 22 gen.       |
| 30 ott.     | 2-0         | Ancona-Monfalconese C.N.T. | 0-3           | 22 gen.       |

| andata (5ª) | andata (5ª) | Quinta giornata              | ritorno (14ª) | ritorno (14ª) |
|             |             |                              |               |               |
| 23 ott.     | 1-2         | Monfalconese C.N.T.-Atalanta | 0-4           | 15 gen.       |
| 23 ott.     | 2-0         | SPAL-Ancona                  | 2-1           | 15 gen.       |
| 23 ott.     | 2-2         | Treviso-Ponziana             | 0-2           | 15 gen.       |
| 23 ott.     | 1-0         | Venezia-Udinese              | 1-3           | 12 feb.       |
| 23 ott.     | 2-2         | Triestina-Fiumana            | 0-3           | 15 gen.       |

| andata (6ª) | andata (6ª) | Sesta giornata             | ritorno (15ª) | ritorno (15ª) |
|             |             |                            |               |               |
| 30 ott.     | 2-1         | Atalanta-Fiumana           | 2-2           | 22 gen.       |
| 30 ott.     | 3-1         | Venezia-Triestina          | 3-3           | 22 gen.       |
| 30 ott.     | 3-2         | Ponziana-SPAL              | 2-4           | 5 feb.        |
| 30 ott.     | 3-0         | Udinese-Treviso            | 0-1           | 22 gen.       |
| 30 ott.     | 2-0         | Ancona-Monfalconese C.N.T. | 0-3           | 22 gen.       |

| andata (7ª) | andata (7ª) | Settima giornata             | ritorno (16ª) | ritorno (16ª) |
|             |             |                              |               |               |
| 13 nov.     | 0-3         | Triestina-Atalanta           | 1-1           | 29 gen.       |
| 13 nov.     | 6-0         | Fiumana-Ancona               | 8-2           | 29 gen.       |
| 4 dic.      | 0-1         | Monfalconese C.N.T.-Ponziana | 1-5           | 29 gen.       |
| 13 nov.     | 2-2         | SPAL-Udinese                 | 2-4           | 29 gen.       |
| 13 nov.     | 3-4         | Treviso-Venezia              | 1-2           | 29 gen.       |

| andata (8ª) | andata (8ª) | Ottava giornata             | ritorno (17ª) | ritorno (17ª) |
|             |             |                             |               |               |
| 20 nov.     | 0-3         | Ancona-Atalanta             | 0-2           | 19 feb.       |
| 20 nov.     | 7-2         | Ponziana-Fiumana            | 0-3           | 19 feb.       |
| 20 nov.     | 4-1         | Udinese-Monfalconese C.N.T. | 2-1           | 19 feb.       |
| 20 nov.     | 5-0         | Venezia-SPAL                | 1-2           | 19 feb.       |
| 20 nov.     | 3-2         | Treviso-Triestina           | 1-4           | 19 feb.       |

| andata (7ª) | andata (7ª) | Settima giornata             | ritorno (16ª) | ritorno (16ª) |
|             |             |                              |               |               |
| 13 nov.     | 0-3         | Triestina-Atalanta           | 1-1           | 29 gen.       |
| 13 nov.     | 6-0         | Fiumana-Ancona               | 8-2           | 29 gen.       |
| 4 dic.      | 0-1         | Monfalconese C.N.T.-Ponziana | 1-5           | 29 gen.       |
| 13 nov.     | 2-2         | SPAL-Udinese                 | 2-4           | 29 gen.       |
| 13 nov.     | 3-4         | Treviso-Venezia              | 1-2           | 29 gen.       |

| andata (8ª) | andata (8ª) | Ottava giornata             | ritorno (17ª) | ritorno (17ª) |
|             |             |                             |               |               |
| 20 nov.     | 0-3         | Ancona-Atalanta             | 0-2           | 19 feb.       |
| 20 nov.     | 7-2         | Ponziana-Fiumana            | 0-3           | 19 feb.       |
| 20 nov.     | 4-1         | Udinese-Monfalconese C.N.T. | 2-1           | 19 feb.       |
| 20 nov.     | 5-0         | Venezia-SPAL                | 1-2           | 19 feb.       |
| 20 nov.     | 3-2         | Treviso-Triestina           | 1-4           | 19 feb.       |

| \| andata (9ª) \| andata (9ª) \| Nona giornata \| ritorno (18ª) \| ritorno (18ª) \| \| \| \| \| \| \| \| 27 nov. \| 3-0 \| Atalanta-Ponziana \| 1-1 \| 26 feb. \| \| 27 nov. \| 0-0 \| Triestina-Ancona \| 1-1 \| 26 feb. \| \| 27 nov. \| 3-4 \| Fiumana-Udinese \| 1-0 \| 26 feb. \| \| 27 nov. \| 1-3 \| Monfalconese C.N.T.-Venezia \| 0-1 \| 5 feb. \| \| 27 nov. \| 1-1 \| SPAL-Treviso \| 1-3 \| 26 feb. \| |             |                             |               |               |
| andata (9ª) | andata (9ª) | Nona giornata               | ritorno (18ª) | ritorno (18ª) |
| |             |                             |               |               |
| 27 nov. | 3-0         | Atalanta-Ponziana           | 1-1           | 26 feb.       |
| 27 nov. | 0-0         | Triestina-Ancona            | 1-1           | 26 feb.       |
| 27 nov. | 3-4         | Fiumana-Udinese             | 1-0           | 26 feb.       |
| 27 nov. | 1-3         | Monfalconese C.N.T.-Venezia | 0-1           | 5 feb.        |
| 27 nov. | 1-1         | SPAL-Treviso                | 1-3           | 26 feb.       |

| andata (9ª) | andata (9ª) | Nona giornata               | ritorno (18ª) | ritorno (18ª) |
|             |             |                             |               |               |
| 27 nov.     | 3-0         | Atalanta-Ponziana           | 1-1           | 26 feb.       |
| 27 nov.     | 0-0         | Triestina-Ancona            | 1-1           | 26 feb.       |
| 27 nov.     | 3-4         | Fiumana-Udinese             | 1-0           | 26 feb.       |
| 27 nov.     | 1-3         | Monfalconese C.N.T.-Venezia | 0-1           | 5 feb.        |
| 27 nov.     | 1-1         | SPAL-Treviso                | 1-3           | 26 feb.       |

## Girone B

### Squadre partecipanti
| Club        | Dettagli | Città           | Stadio                     | Stagione precedente                        |
| ----------- | -------- | --------------- | -------------------------- | ------------------------------------------ |
| Astigiani   | dettagli | Asti            | Campo "Pilade Bussolino"   | 9º posto in Prima Divisione/A              |
| Biellese    | dettagli | Biella (VC)     | Campo Sportivo Rivetti     | 2º posto in Prima Divisione/A              |
| Comense     | dettagli | Como            | Stadio Sinigaglia          | 9º posto in Prima Divisione/B              |
| Derthona    | dettagli | Tortona (AL)    | Campo di Via Fornaci       | 6º posto in Prima Divisione/A              |
| Legnano     | dettagli | Legnano (MI)    | Stadio di via Pisacane     | 3º posto in Prima Divisione/A              |
| Mantova     | dettagli | Mantova         | Campo Ippodromo Te         | 7º posto in Prima Divisione/B              |
| US Milanese | dettagli | Milano          | Campo di via Candiani      | 5º posto in Prima Divisione/A              |
| Monza       | dettagli | Monza (MI)      | Campo di via Ghilini       | Vince la 2ª Divisione Nord, promosso       |
| Parma       | dettagli | Parma           | Stadio Ennio Tardini       | 4º posto in Prima Divisione/C              |
| Valenzana   | dettagli | Valenza Po (AL) | Campo di Porta Alessandria | 2º posto in 2ª Divisione Nord-A, riammessa |

### Classifica finale
|  | Pos. | Squadra     | Pt | G  | V  | N | P | GF | GS |
|  | ---- | ----------- | -- | -- | -- | - | - | -- | -- |
|  | 1    | Biellese    | 24 | 18 | 11 | 2 | 5 | 39 | 26 |
|  | 2    | Legnano     | 22 | 18 | 8  | 6 | 4 | 40 | 25 |
|  | 2    | US Milanese | 22 | 18 | 10 | 2 | 6 | 35 | 26 |
|  | 4    | Parma       | 21 | 18 | 7  | 7 | 4 | 27 | 22 |
|  | 5    | Comense     | 20 | 18 | 7  | 6 | 5 | 32 | 25 |
|  | 6    | Monza       | 18 | 18 | 6  | 6 | 6 | 30 | 24 |
|  | 7    | Mantova     | 17 | 18 | 6  | 5 | 7 | 26 | 38 |
|  | 8    | Valenzana   | 13 | 18 | 4  | 5 | 9 | 12 | 29 |
|  | 9    | Derthona    | 12 | 18 | 3  | 6 | 9 | 28 | 36 |
|  | 10   | Astigiani   | 11 | 18 | 1  | 9 | 8 | 15 | 33 |

Legenda:
      Promosso in Divisione Nazionale 1928-1929 e qualificato al girone finale.
      Retrocesso in Seconda Divisione 1928-1929.
Regolamento:
Due punti a vittoria, uno a pareggio, zero a sconfitta.
A parità di punteggio le squadre vanno classificate a pari merito.
In tutte le gare in cui è stato attribuito un titolo sportivo (sia in caso di promozione che di retrocessione) erano previste gare di spareggio in campo neutro.
Note:
Il Legnano e la US Milanese sono state poi promosse d'ufficio in Divisione Nazionale 1928-1929.
Il Derthona e l'Astigiani sono state poi riammesse in Prima Divisione 1928-1929 per riforma dei campionati.

### Risultati

#### Tabellone
|           | Ast  | Bie  | Com  | Der  | Leg  | Man  | Mil  | Mon  | Par  | Val  |
| --------- | ---- | ---- | ---- | ---- | ---- | ---- | ---- | ---- | ---- | ---- |
| Astigiani | –––– | 1-1  | 0-3  | 0-0  | 2-2  | 3-3  | 2-3  | 0-0  | 0-1  | 2-0  |
| Biellese  | 4-0  | –––– | 2-2  | 4-1  | 2-0  | 5-3  | 1-0  | 0-2  | 1-0  | 5-1  |
| Comense   | 0-0  | 4-1  | –––– | 4-2  | 1-2  | 0-0  | 3-1  | 2-1  | 2-0  | 2-1  |
| Derthona  | 1-0  | 1-2  | 5-5  | –––– | 5-2  | 4-0  | 0-2  | 2-2  | 2-2  | 0-1  |
| Legnano   | 4-1  | 1-2  | 2-2  | 5-1  | –––– | 4-0  | 4-2  | 4-1  | 4-0  | 1-1  |
| Mantova   | 1-1  | 4-1  | 1-0  | 2-1  | 1-0  | –––– | 2-1  | 1-1  | 2-2  | 1-0  |
| Milanese  | 4-1  | 1-5  | 2-1  | 2-1  | 1-2  | 4-1  | –––– | 1-0  | 1-1  | 6-0  |
| Monza     | 4-0  | 2-3  | 1-1  | 3-2  | 1-1  | 4-1  | 0-1  | –––– | 3-1  | 5-0  |
| Parma     | 2-2  | 2-0  | 2-0  | 0-0  | 1-1  | 5-2  | 1-1  | 4-0  | –––– | 2-1  |
| Valenzana | 0-0  | 1-0  | 2-0  | 0-0  | 1-1  | 2-1  | 1-2  | 0-0  | 0-1  | –––– |

#### Calendario
| andata (1ª) | andata (1ª) | Prima giornata      | ritorno (10ª) | ritorno (10ª) |
|             |             |                     |               |               |
| 25 set.     | 2-0         | Parma-Comense       | 0-2           | 11 dic.       |
| 25 set.     | 2-3         | Monza-Biellese      | 2-0           | 11 dic.       |
| 25 set.     | 2-1         | Mantova-Derthona    | 0-4           | 11 dic.       |
| 25 set.     | 4-2         | Legnano-US Milanese | 2-1           | 11 dic.       |
| 25 set.     | 0-0         | Valenzana-Astigiani | 0-2           | 11 dic.       |

| andata (2ª) | andata (2ª) | Seconda giornata   | ritorno (11ª) | ritorno (11ª) |
|             |             |                    |               |               |
| 2 ott.      | 5-2         | Derthona-Legnano   | 1-5           | 18 dic.       |
| 2 ott.      | 0-1         | Astigiani-Parma    | 2-2           | 18 dic.       |
| 2 ott.      | 5-1         | Biellese-Valenzana | 0-1           | 18 dic.       |
| 2 ott.      | 1-0         | US Milanese-Monza  | 1-0           | 18 dic.       |
| 2 ott.      | 0-0         | Comense-Mantova    | 0-1           | 18 dic.       |

| andata (1ª) | andata (1ª) | Prima giornata      | ritorno (10ª) | ritorno (10ª) |
|             |             |                     |               |               |
| 25 set.     | 2-0         | Parma-Comense       | 0-2           | 11 dic.       |
| 25 set.     | 2-3         | Monza-Biellese      | 2-0           | 11 dic.       |
| 25 set.     | 2-1         | Mantova-Derthona    | 0-4           | 11 dic.       |
| 25 set.     | 4-2         | Legnano-US Milanese | 2-1           | 11 dic.       |
| 25 set.     | 0-0         | Valenzana-Astigiani | 0-2           | 11 dic.       |

| andata (2ª) | andata (2ª) | Seconda giornata   | ritorno (11ª) | ritorno (11ª) |
|             |             |                    |               |               |
| 2 ott.      | 5-2         | Derthona-Legnano   | 1-5           | 18 dic.       |
| 2 ott.      | 0-1         | Astigiani-Parma    | 2-2           | 18 dic.       |
| 2 ott.      | 5-1         | Biellese-Valenzana | 0-1           | 18 dic.       |
| 2 ott.      | 1-0         | US Milanese-Monza  | 1-0           | 18 dic.       |
| 2 ott.      | 0-0         | Comense-Mantova    | 0-1           | 18 dic.       |

| andata (3ª) | andata (3ª) | Terza giornata       | ritorno (12ª) | ritorno (12ª) |
|             |             |                      |               |               |
| 9 ott.      | 1-1         | Mantova-Astigiani    | 3-3           | 25 dic.       |
| 9 ott.      | 0-0         | Valenzana-Monza      | 0-5           | 25 dic.       |
| 9 ott.      | 2-1         | US Milanese-Derthona | 2-0           | 5 feb.        |
| 9 ott.      | 2-0         | Parma-Biellese       | 0-1           | 25 dic.       |
| 9 ott.      | 2-2         | Legnano-Comense      | 2-1           | 25 dic.       |

| andata (4ª) | andata (4ª) | Quarta giornata       | ritorno (13ª) | ritorno (13ª) |
|             |             |                       |               |               |
| 16 ott.     | 5-3         | Biellese-Mantova      | 1-4           | 8 gen.        |
| 16 ott.     | 3-1         | Monza-Parma           | 0-4           | 8 gen.        |
| 16 ott.     | 2-2         | Astigiani-Legnano     | 1-4           | 8 gen.        |
| 6 nov.      | 4-2         | Comense-Derthona      | 5-5           | 8 gen.        |
| 16 ott.     | 1-2         | Valenzana-US Milanese | 0-6           | 8 gen.        |

| andata (3ª) | andata (3ª) | Terza giornata       | ritorno (12ª) | ritorno (12ª) |
|             |             |                      |               |               |
| 9 ott.      | 1-1         | Mantova-Astigiani    | 3-3           | 25 dic.       |
| 9 ott.      | 0-0         | Valenzana-Monza      | 0-5           | 25 dic.       |
| 9 ott.      | 2-1         | US Milanese-Derthona | 2-0           | 5 feb.        |
| 9 ott.      | 2-0         | Parma-Biellese       | 0-1           | 25 dic.       |
| 9 ott.      | 2-2         | Legnano-Comense      | 2-1           | 25 dic.       |

| andata (4ª) | andata (4ª) | Quarta giornata       | ritorno (13ª) | ritorno (13ª) |
|             |             |                       |               |               |
| 16 ott.     | 5-3         | Biellese-Mantova      | 1-4           | 8 gen.        |
| 16 ott.     | 3-1         | Monza-Parma           | 0-4           | 8 gen.        |
| 16 ott.     | 2-2         | Astigiani-Legnano     | 1-4           | 8 gen.        |
| 6 nov.      | 4-2         | Comense-Derthona      | 5-5           | 8 gen.        |
| 16 ott.     | 1-2         | Valenzana-US Milanese | 0-6           | 8 gen.        |

| andata (5ª) | andata (5ª) | Quinta giornata     | ritorno (14ª) | ritorno (14ª) |
|             |             |                     |               |               |
| 23 ott.     | 1-2         | Legnano-Biellese    | 0-2           | 15 gen.       |
| 23 ott.     | 1-1         | Mantova-Monza       | 1-4           | 15 gen.       |
| 23 ott.     | 2-1         | Parma-Valenzana     | 1-0           | 15 gen.       |
| 23 ott.     | 1-0         | Derthona-Astigiani  | 0-0           | 12 feb.       |
| 23 ott.     | 2-1         | US Milanese-Comense | 1-3           | 15 gen.       |

| andata (6ª) | andata (6ª) | Sesta giornata    | ritorno (15ª) | ritorno (15ª) |
|             |             |                   |               |               |
| 30 ott.     | 2-1         | Valenzana-Mantova | 0-1           | 5 feb.        |
| 30 ott.     | 1-1         | Parma-US Milanese | 1-1           | 22 gen.       |
| 30 ott.     | 4-1         | Biellese-Derthona | 2-1           | 22 gen.       |
| 30 ott.     | 0-3         | Astigiani-Comense | 0-0           | 22 gen.       |
| 30 ott.     | 1-1         | Monza-Legnano     | 1-4           | 22 gen.       |

| andata (5ª) | andata (5ª) | Quinta giornata     | ritorno (14ª) | ritorno (14ª) |
|             |             |                     |               |               |
| 23 ott.     | 1-2         | Legnano-Biellese    | 0-2           | 15 gen.       |
| 23 ott.     | 1-1         | Mantova-Monza       | 1-4           | 15 gen.       |
| 23 ott.     | 2-1         | Parma-Valenzana     | 1-0           | 15 gen.       |
| 23 ott.     | 1-0         | Derthona-Astigiani  | 0-0           | 12 feb.       |
| 23 ott.     | 2-1         | US Milanese-Comense | 1-3           | 15 gen.       |

| andata (6ª) | andata (6ª) | Sesta giornata    | ritorno (15ª) | ritorno (15ª) |
|             |             |                   |               |               |
| 30 ott.     | 2-1         | Valenzana-Mantova | 0-1           | 5 feb.        |
| 30 ott.     | 1-1         | Parma-US Milanese | 1-1           | 22 gen.       |
| 30 ott.     | 4-1         | Biellese-Derthona | 2-1           | 22 gen.       |
| 30 ott.     | 0-3         | Astigiani-Comense | 0-0           | 22 gen.       |
| 30 ott.     | 1-1         | Monza-Legnano     | 1-4           | 22 gen.       |

| andata (7ª) | andata (7ª) | Settima giornata      | ritorno (16ª) | ritorno (16ª) |
|             |             |                       |               |               |
| 13 nov.     | 4-1         | Comense-Biellese      | 2-2           | 29 gen.       |
| 13 nov.     | 2-2         | Derthona-Monza        | 2-3           | 29 gen.       |
| 13 nov.     | 1-1         | Legnano-Valenzana     | 1-1           | 29 gen.       |
| 13 nov.     | 2-2         | Mantova-Parma         | 2-5           | 29 gen.       |
| 6 nov.      | 4-1         | US Milanese-Astigiani | 3-2           | 29 gen.       |

| andata (8ª) | andata (8ª) | Ottava giornata     | ritorno (17ª) | ritorno (17ª) |
|             |             |                     |               |               |
| 20 nov.     | 4-0         | Biellese-Astigiani  | 1-1           | 19 feb.       |
| 20 nov.     | 1-1         | Monza-Comense       | 1-2           | 19 feb.       |
| 20 nov.     | 0-0         | Valenzana-Derthona  | 1-0           | 19 feb.       |
| 20 nov.     | 1-1         | Parma-Legnano       | 0-4           | 19 feb.       |
| 20 nov.     | 2-1         | Mantova-US Milanese | 1-4           | 19 feb.       |

| andata (7ª) | andata (7ª) | Settima giornata      | ritorno (16ª) | ritorno (16ª) |
|             |             |                       |               |               |
| 13 nov.     | 4-1         | Comense-Biellese      | 2-2           | 29 gen.       |
| 13 nov.     | 2-2         | Derthona-Monza        | 2-3           | 29 gen.       |
| 13 nov.     | 1-1         | Legnano-Valenzana     | 1-1           | 29 gen.       |
| 13 nov.     | 2-2         | Mantova-Parma         | 2-5           | 29 gen.       |
| 6 nov.      | 4-1         | US Milanese-Astigiani | 3-2           | 29 gen.       |

| andata (8ª) | andata (8ª) | Ottava giornata     | ritorno (17ª) | ritorno (17ª) |
|             |             |                     |               |               |
| 20 nov.     | 4-0         | Biellese-Astigiani  | 1-1           | 19 feb.       |
| 20 nov.     | 1-1         | Monza-Comense       | 1-2           | 19 feb.       |
| 20 nov.     | 0-0         | Valenzana-Derthona  | 1-0           | 19 feb.       |
| 20 nov.     | 1-1         | Parma-Legnano       | 0-4           | 19 feb.       |
| 20 nov.     | 2-1         | Mantova-US Milanese | 1-4           | 19 feb.       |

| \| andata (9ª) \| andata (9ª) \| Nona giornata \| ritorno (18ª) \| ritorno (18ª) \| \| \| \| \| \| \| \| 27 nov \| 1-5 \| US Milanese-Biellese[9][10] \| 0-1 \| 22 apr. \| \| 27 nov \| 0-0 \| Astigiani-Monza \| 0-4 \| 26 feb. \| \| 27 nov \| 2-1 \| Comense-Valenzana \| 0-2 \| 26 feb. \| \| 27 nov \| 2-2 \| Derthona-Parma \| 0-0 \| 26 feb. \| \| 27 nov \| 4-0 \| Legnano-Mantova \| 0-1 \| 26 feb. \| |             |                      |               |               |
| andata (9ª) | andata (9ª) | Nona giornata        | ritorno (18ª) | ritorno (18ª) |
| |             |                      |               |               |
| 27 nov | 1-5         | US Milanese-Biellese | 0-1           | 22 apr.       |
| 27 nov | 0-0         | Astigiani-Monza      | 0-4           | 26 feb.       |
| 27 nov | 2-1         | Comense-Valenzana    | 0-2           | 26 feb.       |
| 27 nov | 2-2         | Derthona-Parma       | 0-0           | 26 feb.       |
| 27 nov | 4-0         | Legnano-Mantova      | 0-1           | 26 feb.       |

| andata (9ª) | andata (9ª) | Nona giornata        | ritorno (18ª) | ritorno (18ª) |
|             |             |                      |               |               |
| 27 nov      | 1-5         | US Milanese-Biellese | 0-1           | 22 apr.       |
| 27 nov      | 0-0         | Astigiani-Monza      | 0-4           | 26 feb.       |
| 27 nov      | 2-1         | Comense-Valenzana    | 0-2           | 26 feb.       |
| 27 nov      | 2-2         | Derthona-Parma       | 0-0           | 26 feb.       |
| 27 nov      | 4-0         | Legnano-Mantova      | 0-1           | 26 feb.       |

## Girone C

### Squadre partecipanti
| Club             | Dettagli | Città         | Stadio                   | Stagione precedente                        |
| ---------------- | -------- | ------------- | ------------------------ | ------------------------------------------ |
| Canottieri Lecco | dettagli | Lecco (CO)    | Campo dei Cantarelli     | 2º posto in 2ª Divisione Nord-B, riammessa |
| Carpi            | dettagli | Carpi (MO)    | Campo San Nicolò         | 9º posto in Prima Divisione/C              |
| Carrarese        | dettagli | Carrara (MS)  | Campo viale XX Settembre | 3º posto in 2ª Divisione Nord, promossa    |
| Libertas Lucca   | dettagli | Lucca         | Campo di Marte           | 7º posto in Prima Divisione/C              |
| Pisa             | dettagli | Pisa          | Arena Garibaldi          | 8º posto in Prima Divisione/C              |
| Pistoiese        | dettagli | Pistoia       | Stadio di Monteoliveto   | 3º posto in Prima Divisione/C              |
| Prato            | dettagli | Prato (FI)    | Campo Vittorio Veneto    | 5º posto in Prima Divisione/C              |
| Savona           | dettagli | Savona        | Campo di corso Ricci     | 6º posto in Prima Divisione/A              |
| Sestrese         | dettagli | Genova Sestri | Campo di via Tripoli     | 4º posto in Prima Divisione/A              |
| Spezia           | dettagli | La Spezia     | Stadio Alberto Picco     | 6º posto in Prima Divisione/A              |

### Classifica finale
|  | Pos. | Squadra          | Pt | G  | V  | N | P  | GF | GS |
|  | ---- | ---------------- | -- | -- | -- | - | -- | -- | -- |
|  | 1    | Pistoiese        | 27 | 18 | 12 | 3 | 3  | 41 | 12 |
|  | 2    | Prato            | 24 | 18 | 9  | 6 | 3  | 38 | 21 |
|  | 3    | Spezia           | 23 | 18 | 10 | 3 | 5  | 29 | 14 |
|  | 4    | Savona           | 21 | 18 | 8  | 5 | 5  | 34 | 21 |
|  | 5    | Sestrese         | 17 | 18 | 7  | 3 | 8  | 24 | 20 |
|  | 5    | Carpi            | 17 | 18 | 7  | 3 | 8  | 25 | 41 |
|  | 7    | Carrarese        | 15 | 18 | 4  | 7 | 7  | 23 | 22 |
|  | 7    | Pisa             | 15 | 18 | 4  | 7 | 7  | 13 | 30 |
|  | 9    | Canottieri Lecco | 14 | 18 | 5  | 4 | 9  | 22 | 31 |
|  | 10   | Libertas Lucca   | 7  | 18 | 2  | 3 | 13 | 16 | 53 |

Legenda:
      Promosso in Divisione Nazionale 1928-1929 e qualificato al girone finale.
      Retrocesso in Seconda Divisione 1928-1929.
Regolamento:
Due punti a vittoria, uno a pareggio, zero a sconfitta.
A parità di punteggio le squadre vanno classificate a pari merito.
In tutte le gare in cui è stato attribuito un titolo sportivo (sia in caso di promozione che di retrocessione) erano previste gare di spareggio in campo neutro.
Note:
Il Prato è stato poi promosso d'ufficio in Divisione Nazionale 1928-1929.
La Canottieri Lecco e la Libertas Lucca  sono state poi riammesse in Prima Divisione 1928-1929 per riforma dei campionati.

### Risultati

#### Tabellone
|                  | Can  | Car  | Crr  | Lib  | Pis  | Pst  | Pra  | Sav  | Ses  | Spe  |
| ---------------- | ---- | ---- | ---- | ---- | ---- | ---- | ---- | ---- | ---- | ---- |
| Canottieri Lecco | –––– | 7-0  | 2-1  | 0-1  | 1-0  | 1-1  | 0-0  | 1-5  | 1-0  | 0-1  |
| Carpi            | 2-0  | –––– | 2-0  | 4-1  | 4-1  | 2-6  | 0-5  | 2-1  | 1-0  | 2-0  |
| Carrarese        | 3-0  | 2-2  | –––– | 5-0  | 1-0  | 0-2  | 2-2  | 3-3  | 2-1  | 2-2  |
| Libertas Lucca   | 0-2  | 4-1  | 1-1  | –––– | 1-1  | 0-2  | 0-1  | 1-2  | 1-2  | 3-3  |
| Pisa             | 1-1  | 1-1  | 1-0  | 3-0  | –––– | 0-2  | 1-1  | 0-0  | 1-1  | 1-0  |
| Pistoiese        | 7-2  | 1-0  | 0-0  | 6-0  | 4-0  | –––– | 1-0  | 1-2  | 1-0  | 2-0  |
| Prato            | 3-1  | 2-2  | 2-1  | 4-2  | 6-0  | 3-2  | –––– | 3-2  | 1-1  | 2-1  |
| Savona           | 2-2  | 5-0  | 1-0  | 4-0  | 1-1  | 2-0  | 1-1  | –––– | 2-1  | 1-2  |
| Sestrese         | 3-1  | 4-0  | 0-0  | 5-1  | 0-1  | 0-3  | 3-2  | 2-0  | –––– | 1-0  |
| Spezia           | 1-0  | 1-0  | 1-0  | 7-0  | 6-0  | 0-0  | 1-0  | 1-0  | 2-0  | –––– |

#### Calendario
| andata (1ª) | andata (1ª) | Prima giornata             | ritorno (10ª) | ritorno (10ª) |
|             |             |                            |               |               |
| 25 set.     | 0-0         | Pisa-Savona                | 1-1           | 11 dic.       |
| 25 set.     | 1-0         | Pistoiese-Prato            | 2-3           | 11 dic.       |
| 25 set.     | 7-0         | Spezia-Libertas Lucca      | 3-3           | 11 dic.       |
| 25 set.     | 4-0         | Sestrese-Carpi             | 0-1           | 11 dic.       |
| 13 nov.     | 2-1         | Canottieri Lecco-Carrarese | 0-3           | 11 dic.       |

| andata (2ª) | andata (2ª) | Seconda giornata       | ritorno (11ª) | ritorno (11ª) |
|             |             |                        |               |               |
| 2 ott.      | 1-2         | Libertas Lucca-Savona  | 0-4           | 18 dic.       |
| 2 ott.      | 3-1         | Prato-Canottieri Lecco | 0-0           | 18 dic.       |
| 2 ott.      | 2-0         | Carpi-Spezia           | 0-1           | 18 dic.       |
| 2 ott.      | 0-2         | Pisa-Pistoiese         | 0-4           | 18 dic.       |
| 2 ott.      | 2-1         | Carrarese-Sestrese     | 0-0           | 18 dic.       |

| andata (1ª) | andata (1ª) | Prima giornata             | ritorno (10ª) | ritorno (10ª) |
|             |             |                            |               |               |
| 25 set.     | 0-0         | Pisa-Savona                | 1-1           | 11 dic.       |
| 25 set.     | 1-0         | Pistoiese-Prato            | 2-3           | 11 dic.       |
| 25 set.     | 7-0         | Spezia-Libertas Lucca      | 3-3           | 11 dic.       |
| 25 set.     | 4-0         | Sestrese-Carpi             | 0-1           | 11 dic.       |
| 13 nov.     | 2-1         | Canottieri Lecco-Carrarese | 0-3           | 11 dic.       |

| andata (2ª) | andata (2ª) | Seconda giornata       | ritorno (11ª) | ritorno (11ª) |
|             |             |                        |               |               |
| 2 ott.      | 1-2         | Libertas Lucca-Savona  | 0-4           | 18 dic.       |
| 2 ott.      | 3-1         | Prato-Canottieri Lecco | 0-0           | 18 dic.       |
| 2 ott.      | 2-0         | Carpi-Spezia           | 0-1           | 18 dic.       |
| 2 ott.      | 0-2         | Pisa-Pistoiese         | 0-4           | 18 dic.       |
| 2 ott.      | 2-1         | Carrarese-Sestrese     | 0-0           | 18 dic.       |

| andata (3ª) | andata (3ª) | Terza giornata            | ritorno (12ª) | ritorno (12ª) |
|             |             |                           |               |               |
| 9 ott       | 5-0         | Savona-Carpi              | 1-2           | 25 dic.       |
| 9 ott       | 6-0         | Prato-Pisa                | 1-1           | 25 dic.       |
| 9 ott       | 6-0         | Pistoiese-Libertas Lucca  | 2-0           | 25 dic.       |
| 9 ott       | 1-0         | Spezia-Carrarese          | 2-2           | 25 dic.       |
| 9 ott       | 3-1         | Sestrese-Canottieri Lecco | 0-1           | 25 dic.       |

| andata (4ª) | andata (4ª) | Quarta giornata         | ritorno (13ª) | ritorno (13ª) |
|             |             |                         |               |               |
| 16 ott      | 3-3         | Carrarese-Savona        | 0-1           | 8 gen.        |
| 16 ott      | 3-2         | Sestrese-Prato          | 1-1           | 5 gen.        |
| 16 ott      | 1-1         | Libertas Lucca-Pisa     | 0-3           | 8 gen.        |
| 16 ott      | 0-1         | Canottieri Lecco-Spezia | 0-1           | 8 gen.        |
| 16 ott      | 2-6         | Carpi-Pistoiese         | 0-1           | 8 gen.        |

| andata (3ª) | andata (3ª) | Terza giornata            | ritorno (12ª) | ritorno (12ª) |
|             |             |                           |               |               |
| 9 ott       | 5-0         | Savona-Carpi              | 1-2           | 25 dic.       |
| 9 ott       | 6-0         | Prato-Pisa                | 1-1           | 25 dic.       |
| 9 ott       | 6-0         | Pistoiese-Libertas Lucca  | 2-0           | 25 dic.       |
| 9 ott       | 1-0         | Spezia-Carrarese          | 2-2           | 25 dic.       |
| 9 ott       | 3-1         | Sestrese-Canottieri Lecco | 0-1           | 25 dic.       |

| andata (4ª) | andata (4ª) | Quarta giornata         | ritorno (13ª) | ritorno (13ª) |
|             |             |                         |               |               |
| 16 ott      | 3-3         | Carrarese-Savona        | 0-1           | 8 gen.        |
| 16 ott      | 3-2         | Sestrese-Prato          | 1-1           | 5 gen.        |
| 16 ott      | 1-1         | Libertas Lucca-Pisa     | 0-3           | 8 gen.        |
| 16 ott      | 0-1         | Canottieri Lecco-Spezia | 0-1           | 8 gen.        |
| 16 ott      | 2-6         | Carpi-Pistoiese         | 0-1           | 8 gen.        |

| andata (5ª) | andata (5ª) | Quinta giornata         | ritorno (14ª) | ritorno (14ª) |
|             |             |                         |               |               |
| 23 ott      | 2-2         | Savona-Canottieri Lecco | 5-1           | 15 gen.       |
| 23 ott      | 4-2         | Prato-Libertas Lucca    | 1-0           | 15 gen.       |
| 23 ott      | 2-0         | Spezia-Sestrese         | 0-1           | 15 gen.       |
| 23 ott      | 1-1         | Pisa-Carpi              | 1-4           | 15 gen.       |
| 23 ott      | 0-0         | Pistoiese-Carrarese     | 2-0           | 15 gen.       |

| andata (6ª) | andata (6ª) | Sesta giornata             | ritorno (15ª) | ritorno (15ª) |
|             |             |                            |               |               |
| 13 nov.     | 2-0         | Sestrese-Savona            | 1-2           | 22 gen.       |
| 30 ott.     | 1-0         | Spezia-Prato               | 1-2           | 22 gen.       |
| 30 ott.     | 4-1         | Carpi-Libertas Lucca       | 1-4           | 22 gen.       |
| 30 ott.     | 1-0         | Carrarese-Pisa             | 0-1           | 22 gen.       |
| 30 ott.     | 1-1         | Canottieri Lecco-Pistoiese | 2-7           | 22 gen.       |

| andata (5ª) | andata (5ª) | Quinta giornata         | ritorno (14ª) | ritorno (14ª) |
|             |             |                         |               |               |
| 23 ott      | 2-2         | Savona-Canottieri Lecco | 5-1           | 15 gen.       |
| 23 ott      | 4-2         | Prato-Libertas Lucca    | 1-0           | 15 gen.       |
| 23 ott      | 2-0         | Spezia-Sestrese         | 0-1           | 15 gen.       |
| 23 ott      | 1-1         | Pisa-Carpi              | 1-4           | 15 gen.       |
| 23 ott      | 0-0         | Pistoiese-Carrarese     | 2-0           | 15 gen.       |

| andata (6ª) | andata (6ª) | Sesta giornata             | ritorno (15ª) | ritorno (15ª) |
|             |             |                            |               |               |
| 13 nov.     | 2-0         | Sestrese-Savona            | 1-2           | 22 gen.       |
| 30 ott.     | 1-0         | Spezia-Prato               | 1-2           | 22 gen.       |
| 30 ott.     | 4-1         | Carpi-Libertas Lucca       | 1-4           | 22 gen.       |
| 30 ott.     | 1-0         | Carrarese-Pisa             | 0-1           | 22 gen.       |
| 30 ott.     | 1-1         | Canottieri Lecco-Pistoiese | 2-7           | 22 gen.       |

| andata (7ª) | andata (7ª) | Settima giornata         | ritorno (16ª) | ritorno (16ª) |
|             |             |                          |               |               |
| 13 nov.     | 1-2         | Savona-Spezia            | 0-1           | 29 gen.       |
| 13 nov.     | 2-2         | Prato-Carpi              | 5-0           | 29 gen.       |
| 13 nov.     | 1-1         | Libertas Lucca-Carrarese | 0-5           | 29 gen.       |
| 13 nov.     | 1-1         | Pisa-Canottieri Lecco    | 0-1           | 29 gen.       |
| 13 nov.     | 1-0         | Pistoiese-Sestrese       | 3-0           | 29 gen.       |

| andata (8ª) | andata (8ª) | Ottava giornata                 | ritorno (17ª) | ritorno (17ª) |
|             |             |                                 |               |               |
| 4 dic.      | 1-1         | Savona-Prato                    | 2-3           | 19 feb.       |
| 20 nov.     | 0-1         | Canottieri Lecco-Libertas Lucca | 2-0           | 19 feb.       |
| 4 dic.      | 0-0         | Spezia-Pistoiese                | 0-2           | 19 feb.       |
| 4 dic.      | 0-1         | Sestrese-Pisa                   | 1-1           | 19 feb.       |
| 20 nov.     | 2-2         | Carrarese-Carpi                 | 0-2           | 19 feb.       |

| andata (7ª) | andata (7ª) | Settima giornata         | ritorno (16ª) | ritorno (16ª) |
|             |             |                          |               |               |
| 13 nov.     | 1-2         | Savona-Spezia            | 0-1           | 29 gen.       |
| 13 nov.     | 2-2         | Prato-Carpi              | 5-0           | 29 gen.       |
| 13 nov.     | 1-1         | Libertas Lucca-Carrarese | 0-5           | 29 gen.       |
| 13 nov.     | 1-1         | Pisa-Canottieri Lecco    | 0-1           | 29 gen.       |
| 13 nov.     | 1-0         | Pistoiese-Sestrese       | 3-0           | 29 gen.       |

| andata (8ª) | andata (8ª) | Ottava giornata                 | ritorno (17ª) | ritorno (17ª) |
|             |             |                                 |               |               |
| 4 dic.      | 1-1         | Savona-Prato                    | 2-3           | 19 feb.       |
| 20 nov.     | 0-1         | Canottieri Lecco-Libertas Lucca | 2-0           | 19 feb.       |
| 4 dic.      | 0-0         | Spezia-Pistoiese                | 0-2           | 19 feb.       |
| 4 dic.      | 0-1         | Sestrese-Pisa                   | 1-1           | 19 feb.       |
| 20 nov.     | 2-2         | Carrarese-Carpi                 | 0-2           | 19 feb.       |

| \| andata (9ª) \| andata (9ª) \| Nona giornata \| ritorno (18ª) \| ritorno (18ª) \| \| \| \| \| \| \| \| 27 nov. \| 1-2 \| Pistoiese-Savona \| 0-2 \| 26 feb. \| \| 27 nov. \| 2-1 \| Prato-Carrarese \| 2-2 \| 26 feb. \| \| 27 nov. \| 1-0 \| Pisa-Spezia \| 0-6 \| 26 feb. \| \| 27 nov. \| 1-2 \| Libertas Lucca-Sestrese \| 1-5 \| 26 feb. \| \| 27 nov. \| 2-0 \| Carpi-Canottieri Lecco \| 0-7 \| 26 feb. \| |             |                         |               |               |
| andata (9ª) | andata (9ª) | Nona giornata           | ritorno (18ª) | ritorno (18ª) |
| |             |                         |               |               |
| 27 nov. | 1-2         | Pistoiese-Savona        | 0-2           | 26 feb.       |
| 27 nov. | 2-1         | Prato-Carrarese         | 2-2           | 26 feb.       |
| 27 nov. | 1-0         | Pisa-Spezia             | 0-6           | 26 feb.       |
| 27 nov. | 1-2         | Libertas Lucca-Sestrese | 1-5           | 26 feb.       |
| 27 nov. | 2-0         | Carpi-Canottieri Lecco  | 0-7           | 26 feb.       |

| andata (9ª) | andata (9ª) | Nona giornata           | ritorno (18ª) | ritorno (18ª) |
|             |             |                         |               |               |
| 27 nov.     | 1-2         | Pistoiese-Savona        | 0-2           | 26 feb.       |
| 27 nov.     | 2-1         | Prato-Carrarese         | 2-2           | 26 feb.       |
| 27 nov.     | 1-0         | Pisa-Spezia             | 0-6           | 26 feb.       |
| 27 nov.     | 1-2         | Libertas Lucca-Sestrese | 1-5           | 26 feb.       |
| 27 nov.     | 2-0         | Carpi-Canottieri Lecco  | 0-7           | 26 feb.       |

## Girone D

### Aggiornamenti
L'U.S. Bagnolese e l'U.S. Casertana non sono riuscite ad iscriversi al campionato. A fine stagione, il Direttorio Federale radierà la Bagnolese.

### Squadre partecipanti
| Club       | Rosa                          | Città                 | Stadio                                   | Stagione precedente                                |
| ---------- | ----------------------------- | --------------------- | ---------------------------------------- | -------------------------------------------------- |
| Bari FC    | dettagli; dett. girone finale | Bari                  | Campo degli Sports                       | 2º posto in Prima Divisione/D                      |
| Fiorentina | dettagli                      | Firenze               | Stadio Velodromo Libertas                | 6º posto in Prima Divisione/C                      |
| Foggia     | dettagli                      | Foggia                | Campo sportivo del Littorio (via Ascoli) | 7º posto in Prima Divisione/D                      |
| Ideale     | dettagli                      | Bari                  | Campo San Lorenzo                        | 5º posto in Prima Divisione/D                      |
| Savoia     | dettagli                      | Torre Annunziata (NA) | Campo Oncino                             | 1º posto in 2ª Divisione Sud-C, 2º posto in finale |
| Taranto    | dettagli                      | Taranto               | Motovelodromo Corvisea                   | 8º posto in Prima Divisione/D                      |
| Terni      | dettagli                      | Terni                 | Stadio Viale Brin                        | 1º posto in 2ª Divisione Sud-B, 1º posto in finale |
| Tivoli     | dettagli                      | Tivoli (RM)           | Campo "Gregoriano"                       | 7º posto in 2ª Divisione Sud-B                     |

### Classifica finale
|  | Pos. | Squadra     | Pt | G  | V  | N | P  | GF | GS |
|  | ---- | ----------- | -- | -- | -- | - | -- | -- | -- |
|  | 1    | Bari FC     | 22 | 14 | 10 | 2 | 2  | 32 | 12 |
|  | 2    | Fiorentina  | 18 | 14 | 7  | 4 | 3  | 31 | 14 |
|  | 2    | Terni       | 18 | 14 | 7  | 4 | 3  | 28 | 16 |
|  | 4    | Foggia      | 15 | 14 | 6  | 3 | 5  | 28 | 20 |
|  | 5    | Taranto     | 14 | 14 | 4  | 6 | 4  | 23 | 17 |
|  | 6    | Ideale      | 13 | 14 | 5  | 3 | 6  | 12 | 17 |
|  | 7    | Savoia (-3) | 3  | 14 | 1  | 4 | 9  | 17 | 33 |
|  | 8    | Tivoli (-4) | 0  | 14 | 0  | 2 | 12 | 5  | 39 |

Legenda:
      Promosso in Divisione Nazionale 1928-1929 e qualificato al girone finale.
      Escluso o ritirato.
 Escluso a campionato in corso.
Regolamento:
Due punti a vittoria, uno a pareggio, zero a sconfitta.
A parità di punteggio le squadre vanno classificate a pari merito.
In tutte le gare in cui è stato attribuito un titolo sportivo (sia in caso di promozione che di retrocessione) erano previste gare di spareggio in campo neutro.
Note:
Il Savoia ha scontato 3 punti di penalizzazione.
Il Tivoli ha scontato 4 punti di penalizzazionea a causa di 4 rinunce.
La Fiorentina è stata poi promossa d'ufficio in Divisione Nazionale 1928-1929.
Il Savoia si è ritirato dal campionato per inadempienze finanziarie alla 12ª giornata.
Il Tivoli è stato sospeso dal campionato per inadempienze finanziarie alla 11ª giornata.
Le retrocessioni in Seconda Divisione per le ultime due classificate furono annullate, anche perché nella stagione 1928-29 la gestione della Prima Divisione Sud (anche nota come Campionato Meridionale) fu affidata al Direttorio Meridionale il quale vi ammise tutte le squadre aventi diritto alla Seconda Divisione Sud (che di conseguenza non si disputò).

### Risultati

#### Tabellone
|            | Bar  | Fio  | Fog  | Ide  | Sav  | Tar  | Ter  | Tiv  |
| ---------- | ---- | ---- | ---- | ---- | ---- | ---- | ---- | ---- |
| Bari       | –––– | 5-3  | 2-1  | 1-0  | 2-0  | 3-0  | 2-1  | 6-0  |
| Fiorentina | 1-0  | –––– | 3-0  | 2-0  | 5-1  | 1-1  | 3-3  | 8-0  |
| Foggia     | 2-1  | 1-0  | –––– | 2-0  | 2-0  | 1-0  | 1-2  | 3-0  |
| Ideale     | 0-3  | 1-1  | 0-0  | –––– | 1-1  | 3-0  | 1-0  | 2-0  |
| Savoia     | 0-2  | (*)  | 2-2  | 1-2  | –––– | 0-0  | 3-3  | 2-0  |
| Taranto    | 2-2  | 0-0  | 7-2  | 2-0  | 7-0  | –––– | 1-1  | 2-0  |
| Terni      | 1-1  | 0-1  | 2-1  | 3-0  | 3-0  | 4-1  | –––– | 3-1  |
| Tivoli     | 1-2  | 0-3  | 2-2  | 1-2  | (**) | 0-0  | 0-2  | –––– |

(*) 1-4 sul campo, privata del punteggio (senza assegnare punti in classifica) per illecito sportivo.
(**) Non disputata per il ritiro di entrambe le squadre dal campionato, sconfitta a tavolino ad entrambe.

#### Calendario
| andata (1ª) | andata (1ª) | Prima giornata    | ritorno (8ª) | ritorno (8ª) |
|             |             |                   |              |              |
| 25 set.     | 2-1         | Bari-Foggia       | 1-2          | 20 nov.      |
| 6 nov.      | 0-3         | Tivoli-Fiorentina | 0-8          | 20 nov.      |
| 25 set.     | 2-0         | Taranto-Ideale    | 0-3          | 20 nov.      |
| 25 set.     | 3-0         | Terni-Savoia      | 3-3          | 20 nov.      |

| andata (2ª) | andata (2ª) | Seconda giornata | ritorno (9ª) | ritorno (9ª) |
|             |             |                  |              |              |
| 2 ott.      | 3-3         | Fiorentina-Terni | 1-0          | 27 nov.      |
| 2 ott.      | 3-0         | Foggia-Tivoli    | 2-2          | 27 nov.      |
| 2 ott.      | 0-3         | Ideale-Bari      | 0-1          | 27 nov.      |
| 2 ott.      | 0-0         | Savoia-Taranto   | 0-7          | 27 nov.      |

| andata (1ª) | andata (1ª) | Prima giornata    | ritorno (8ª) | ritorno (8ª) |
|             |             |                   |              |              |
| 25 set.     | 2-1         | Bari-Foggia       | 1-2          | 20 nov.      |
| 6 nov.      | 0-3         | Tivoli-Fiorentina | 0-8          | 20 nov.      |
| 25 set.     | 2-0         | Taranto-Ideale    | 0-3          | 20 nov.      |
| 25 set.     | 3-0         | Terni-Savoia      | 3-3          | 20 nov.      |

| andata (2ª) | andata (2ª) | Seconda giornata | ritorno (9ª) | ritorno (9ª) |
|             |             |                  |              |              |
| 2 ott.      | 3-3         | Fiorentina-Terni | 1-0          | 27 nov.      |
| 2 ott.      | 3-0         | Foggia-Tivoli    | 2-2          | 27 nov.      |
| 2 ott.      | 0-3         | Ideale-Bari      | 0-1          | 27 nov.      |
| 2 ott.      | 0-0         | Savoia-Taranto   | 0-7          | 27 nov.      |

| andata (3ª) | andata (3ª) | Terza giornata     | ritorno (10ª) | ritorno (10ª) |
|             |             |                    |               |               |
| 9 ott.      | 1-1         | Ideale-Savoia      | 2-1           | 4 dic.        |
| 9 ott.      | 1-2         | Tivoli-Bari        | 0-6           | 4 dic.        |
| 9 ott.      | 0-0         | Taranto-Fiorentina | 1-1           | 4 dic.        |
| 9 ott.      | 2-1         | Terni-Foggia       | 2-1           | 4 dic.        |

| andata (4ª) | andata (4ª) | Quarta giornata   | ritorno (11ª) | ritorno (11ª) |
|             |             |                   |               |               |
| 16 ott.     | 5-1         | Fiorentina-Savoia | 4-1           | 11 dic.       |
| 16 ott.     | 2-1         | Bari-Terni        | 1-1           | 11 dic.       |
| 16 ott.     | 1-0         | Foggia-Taranto    | 2-7           | 11 dic.       |
| 16 ott.     | 1-2         | Tivoli-Ideale     | 0-2           | 11 dic.       |

| andata (3ª) | andata (3ª) | Terza giornata     | ritorno (10ª) | ritorno (10ª) |
|             |             |                    |               |               |
| 9 ott.      | 1-1         | Ideale-Savoia      | 2-1           | 4 dic.        |
| 9 ott.      | 1-2         | Tivoli-Bari        | 0-6           | 4 dic.        |
| 9 ott.      | 0-0         | Taranto-Fiorentina | 1-1           | 4 dic.        |
| 9 ott.      | 2-1         | Terni-Foggia       | 2-1           | 4 dic.        |

| andata (4ª) | andata (4ª) | Quarta giornata   | ritorno (11ª) | ritorno (11ª) |
|             |             |                   |               |               |
| 16 ott.     | 5-1         | Fiorentina-Savoia | 4-1           | 11 dic.       |
| 16 ott.     | 2-1         | Bari-Terni        | 1-1           | 11 dic.       |
| 16 ott.     | 1-0         | Foggia-Taranto    | 2-7           | 11 dic.       |
| 16 ott.     | 1-2         | Tivoli-Ideale     | 0-2           | 11 dic.       |

| andata (5ª) | andata (5ª) | Quinta giornata   | ritorno (12ª) | ritorno (12ª) |
|             |             |                   |               |               |
| 23 ott.     | 1-1         | Ideale-Fiorentina | 0-2           | 18 dic.       |
| 23 ott.     | 2-2         | Savoia-Foggia     | 0-2           | 18 dic.       |
| 23 ott.     | 2-2         | Taranto-Bari      | 0-3           | 18 dic.       |
| 23 ott.     | 3-1         | Terni-Tivoli      | 2-0           | 18 dic.       |

| andata (6ª) | andata (6ª) | Sesta giornata    | ritorno (13ª) | ritorno (13ª) |
|             |             |                   |               |               |
| 30 ott.     | 2-0         | Bari-Savoia       | 2-0           | 8 gen.        |
| 30 ott.     | 1-0         | Foggia-Fiorentina | 0-3           | 8 gen.        |
| 30 ott.     | 0-0         | Tivoli-Taranto    | 0-2           | 8 gen.        |
| 30 ott.     | 3-0         | Terni-Ideale      | 0-1           | 8 gen.        |

| andata (5ª) | andata (5ª) | Quinta giornata   | ritorno (12ª) | ritorno (12ª) |
|             |             |                   |               |               |
| 23 ott.     | 1-1         | Ideale-Fiorentina | 0-2           | 18 dic.       |
| 23 ott.     | 2-2         | Savoia-Foggia     | 0-2           | 18 dic.       |
| 23 ott.     | 2-2         | Taranto-Bari      | 0-3           | 18 dic.       |
| 23 ott.     | 3-1         | Terni-Tivoli      | 2-0           | 18 dic.       |

| andata (6ª) | andata (6ª) | Sesta giornata    | ritorno (13ª) | ritorno (13ª) |
|             |             |                   |               |               |
| 30 ott.     | 2-0         | Bari-Savoia       | 2-0           | 8 gen.        |
| 30 ott.     | 1-0         | Foggia-Fiorentina | 0-3           | 8 gen.        |
| 30 ott.     | 0-0         | Tivoli-Taranto    | 0-2           | 8 gen.        |
| 30 ott.     | 3-0         | Terni-Ideale      | 0-1           | 8 gen.        |

| \| andata (7ª) \| andata (7ª) \| Settima giornata \| ritorno (14ª) \| ritorno (14ª) \| \| \| \| \| \| \| \| 13 nov. \| 1-0 \| Fiorentina-Bari \| 3-5 \| 15 gen. \| \| 13 nov. \| 0-0 \| Ideale-Foggia \| 0-2 \| 15 gen. \| \| 13 nov. \| 2-0 \| Savoia-Tivoli[22][23] \| 2-0 \| 15 gen. \| \| 13 nov. \| 1-1 \| Taranto-Terni \| 1-4 \| 15 gen. \| |             |                  |               |               |
| andata (7ª) | andata (7ª) | Settima giornata | ritorno (14ª) | ritorno (14ª) |
| |             |                  |               |               |
| 13 nov. | 1-0         | Fiorentina-Bari  | 3-5           | 15 gen.       |
| 13 nov. | 0-0         | Ideale-Foggia    | 0-2           | 15 gen.       |
| 13 nov. | 2-0         | Savoia-Tivoli    | 2-0           | 15 gen.       |
| 13 nov. | 1-1         | Taranto-Terni    | 1-4           | 15 gen.       |

| andata (7ª) | andata (7ª) | Settima giornata | ritorno (14ª) | ritorno (14ª) |
|             |             |                  |               |               |
| 13 nov.     | 1-0         | Fiorentina-Bari  | 3-5           | 15 gen.       |
| 13 nov.     | 0-0         | Ideale-Foggia    | 0-2           | 15 gen.       |
| 13 nov.     | 2-0         | Savoia-Tivoli    | 2-0           | 15 gen.       |
| 13 nov.     | 1-1         | Taranto-Terni    | 1-4           | 15 gen.       |

## Girone finale
Le squadre ammesse al girone finale e promosse in Divisione Nazionale furono: Atalanta, Biellese, Pistoiese e Bari.
Nel frattempo, il Bari Football Club sul finire di febbraio si era fuso con l'Unione Sportiva Ideale diventando Unione Sportiva Bari.

### Classifica finale
|  | Pos. | Squadra   | Pt | G | V | N | P | GF | GS |
|  | ---- | --------- | -- | - | - | - | - | -- | -- |
|  | 1    | Atalanta  | 6  | 6 | 3 | 0 | 3 | 14 | 8  |
|  | 2    | Pistoiese | 6  | 6 | 3 | 0 | 3 | 13 | 15 |
|  | 3    | US Bari   | 6  | 6 | 3 | 0 | 3 | 7  | 12 |
|  | 3    | Biellese  | 6  | 6 | 3 | 0 | 3 | 10 | 9  |

Legenda:
 Ammesso agli spareggi in campo neutro.
Regolamento:
Due punti a vittoria, uno a pareggio, zero a sconfitta.
A parità di punteggio le squadre vanno classificate a pari merito.
In tutte le gare in cui è stato attribuito un titolo sportivo (sia in caso di promozione che di retrocessione) erano previste gare di spareggio in campo neutro.

### Risultati

#### Calendario
| andata (1ª) | andata (1ª) | Prima giornata     | ritorno (4ª) | ritorno (4ª) |
|             |             |                    |              |              |
| 29 apr      | 1-0         | Bari-Atalanta      | 0-6          | 15 mag.      |
| 29 apr      | 3-1         | Pistoiese-Biellese | 1-5          | 15 mag.      |

| andata (2ª) | andata (2ª) | Seconda giornata   | ritorno (5ª) | ritorno (5ª) |
|             |             |                    |              |              |
| 6 mag       | 3-2         | Atalanta-Pistoiese | 2-3          | 27 mag.      |
| 6 mag       | 2-0         | Biellese-Bari      | 0-2          | 27 mag.      |

| andata (1ª) | andata (1ª) | Prima giornata     | ritorno (4ª) | ritorno (4ª) |
|             |             |                    |              |              |
| 29 apr      | 1-0         | Bari-Atalanta      | 0-6          | 15 mag.      |
| 29 apr      | 3-1         | Pistoiese-Biellese | 1-5          | 15 mag.      |

| andata (2ª) | andata (2ª) | Seconda giornata   | ritorno (5ª) | ritorno (5ª) |
|             |             |                    |              |              |
| 6 mag       | 3-2         | Atalanta-Pistoiese | 2-3          | 27 mag.      |
| 6 mag       | 2-0         | Biellese-Bari      | 0-2          | 27 mag.      |

| \| andata (3ª) \| andata (3ª) \| Terza giornata \| ritorno (6ª) \| ritorno (6ª) \| \| \| \| \| \| \| \| 13 mag \| 4-0 \| Bari-Pistoiese \| 0-4 \| 3 giu. \| \| 13 mag \| 2-1 \| Biellese-Atalanta \| 0-2 \| 3 giu. \| |             |                   |              |              |
| andata (3ª) | andata (3ª) | Terza giornata    | ritorno (6ª) | ritorno (6ª) |
| |             |                   |              |              |
| 13 mag | 4-0         | Bari-Pistoiese    | 0-4          | 3 giu.       |
| 13 mag | 2-1         | Biellese-Atalanta | 0-2          | 3 giu.       |

| andata (3ª) | andata (3ª) | Terza giornata    | ritorno (6ª) | ritorno (6ª) |
|             |             |                   |              |              |
| 13 mag      | 4-0         | Bari-Pistoiese    | 0-4          | 3 giu.       |
| 13 mag      | 2-1         | Biellese-Atalanta | 0-2          | 3 giu.       |

### Spareggi

#### Primo turno
Primo turno di spareggi in campo neutro:

|           | Risultati |          | Luogo e data             |
| --------- | --------- | -------- | ------------------------ |
| Pistoiese | 2-0       | US Bari  | Roma, 10 giugno 1928     |
| Atalanta  | 2-0       | Biellese | Piacenza, 10 giugno 1928 |
|           |           |          |                          |

#### Finale
|          | Risultati |           | Luogo e data           |
| -------- | --------- | --------- | ---------------------- |
| Atalanta | 3-0       | Pistoiese | Faenza, 17 giugno 1928 |
|          |           |           |                        |

## La riforma dei campionati
Tutti i quattro gironi furono vinti da società debuttanti nella massima divisione. Leandro Arpinati, presidente federale, seguendo le linee direttive stabilite dalla Carta di Viareggio, che di lì a dodici mesi avrebbe portato alla nascita della Serie A e della Serie B, il 28 giugno deliberò che:
(Delibera della FIGC riportata da La Stampa del 29 giugno 1928, p. 5.)
Cinque delle sei squadre promosse d'ufficio in massima serie avevano terminato al secondo posto il corrispettivo girone della Prima Divisione appena conclusa, tra cui spiccavano tre società rappresentanti capoluoghi regionali, cioè la US Milanese (seconda a pari merito con il Legnano), il Venezia e la giovanissima Fiorentina; l'unica seconda classificata esclusa dalla promozione fu il Terni (che aveva terminato il campionato a pari punti con la Fiorentina), decisione che fu criticata dalla Gazzetta del Mezzogiorno che avrebbe preferito gli umbri in Divisione Nazionale al posto dell'"intrusa" Fiorentina (inserita nel Gruppo Sud nonostante fosse una squadra settentrionale) in modo da dare maggiore rappresentanza al calcio meridionale. A completare l'organico venne iscritta d'ufficio la Triestina, con l'evidente obiettivo politico di inserire nel giro del grande calcio quei territori orientali annessi dall'Italia nel 1919 con la vittoria nella Grande Guerra, ma che fino a quel punto non erano riusciti a scalfire le gerarchie del consolidato calcio della Penisola. Tuttavia, poco prima dell'inizio del campionato successivo, la US Milanese fu costretta dalle autorità fasciste a fondersi con l'Inter, formando la nuova società dell'Ambrosiana; essendo rimasto un posto vacante a causa della fusione, fu ammessa in extremis in Divisione Nazionale la Fiumana, sempre con l'intento di inserire nel giro del grande calcio squadre provenienti dalla Venezia Giulia.
Dopo aver disposto l'annullamento di tutte le retrocessioni, quello che rimase della dequalificata categoria fu destinato al declassamento di livello nel giro di una stagione. Inizialmente la Prima Divisione Nord 1928-1929 sarebbe stata costituita da 3 gironi da 14 squadre ciascuno, con tre posti in palio per la Divisione Nazionale Serie B. La Prima Divisione Sud avrebbe invece subito un allargamento: secondo i piani iniziali di Arpinati, avrebbe compreso ora 20 squadre suddivise in due gironi da 10 ciascuno, con in palio un solo posto per la Divisione Nazionale Serie B. Tuttavia, le difficoltà di diverse squadre meridionali ad iscriversi ad un campionato così costoso costrinse la Federazione ad affidare provvisoriamente la Prima Divisione Sud al Direttorio Meridionale (ex Direttorio Divisioni Inferiori Sud) per ridurre le spese di iscrizione e permettere a un numero maggiore di squadre ad iscriversi. Il Direttorio Meridionale organizzò dunque un Campionato meridionale per la stagione 1928-1929, ammettendo tutte le squadre che avevano partecipato alla Seconda Divisione Sud nell'anno precedente alla nuova Prima Divisione Sud allargata, che avrebbe messo in palio un posto per il primo campionato di Serie B a girone unico.

### Giornali sportivi
- Gazzetta dello Sport, stagione 1927-1928, consultabile presso le Biblioteche:
  - Biblioteca Civica di Torino;
  - Biblioteca Nazionale Braidense di Milano,
  - Biblioteca Civica Berio di Genova,
  - Biblioteca Nazionale Centrale di Firenze,
  - Biblioteca Nazionale Centrale di Roma.
- Il paese sportivo, di Torino (dal 1919 al 1929), consultabile presso:
  - Biblioteca Nazionale Centrale di Firenze Archiviato il 4 marzo 2016 in Internet Archive.;
  - Biblioteca Civica di Torino, Via Cittadella 5 (anni incompleti 1924, 1925, 1927 e 1929, microfilmati).
  - Archivio Storico Città di Torino, Via Barbaroux 32 (anni incompleti 1924, 1925, 1927, 1928 e 1929, microfilmati).
- Il Corriere dello Sport, di Bologna (dai primi di dicembre 1927 diventa Il Littoriale), consultabile presso:
  - Biblioteca Universitaria di Bologna (http://acnp.cib.unibo.it/cgi-ser/start/it/cnr/dc-p2.tcl?catno=48656&language=ITALIANO&libr=&person=false&year_poss_from=&year_poss_to=[collegamento interrotto];
  - Biblioteca Nazionale Centrale di Firenze.

### Libri
- Luigi Saverio Bertazzoni (a cura di), Annuario italiano del giuoco del calcio - volume I 1926-27 e 1927-28 (1928), Modena, F.I.G.C. Bologna, 1928, Il primo volume è conservato presso:.
  - Università degli Studi di Urbino "Carlo Bo" di Pesaro;
  - Biblioteca Nazionale Centrale di Firenze;
  - Biblioteca Universitaria Estense di Modena.

Presentazione delle squadre partecipanti ai campionati italiani, con consigli direttivi forniti dalle società e le classifiche finali delle stagioni sportive 1926-1927 e 1927-1928.
- Cento anni di calcio - Italia 1927/28 di Carlo Fontanelli - Mariposa S.r.l., Fornacette (PI) - settembre 1996.
- Chrystian Calvelli, Giuseppe Lucibelli; Raffaele Schettino, Savoia storia e leggenda dall'Oncino al Giraud, Gragnano, Stampa Democratica '95, dicembre 2000. ISBN non esistente